# Пилип Вакуленко
Вакуленко Пилип (21 липня 1923, Новософіївка — 2007) — український поет, прозаїк, ілюстратор, видавець.

## Біографія
Народився 21 липня 1923 р. в с. Новософіївка Богодухівського району на Харківщині. Закінчив середню школу в Богодухові, вчительські курси у Вовчанську. Учителював у початковій школі, у 1942 р. був вивезений на примусову роботу до Німеччини. Учителював у таборах для переміщених осіб у Західній Німеччині. Навчався у Регенсбурзі.
З 1948 (за ін. даними — 1949) р. в Австралії, працював у залізничному депо в Порт-Огасті. Заочно закінчив Інститут прикладного мистецтва (Мельбурн), у 1962 р. заснував власне підприємство фотонабору. Очолював Товариство української мови імені Тараса Шевченка Південної Австралії. З 1997 р. член Спілки письменників України.

## Творчість
Автор книжок, багато з них знаходяться у головних бібліотеках Австралії.
- Вакуленко П. В джунґлях Нової Ґвінеї: Життя і пригоди українського дослідника Миклухи-Маклая [Архівовано 2 квітня 2015 у Wayback Machine.]. — Аделаїда: Єдність, 1952. — 78 с.
- Вакуленко П. Весела кукабара [Архівовано 1 жовтня 2019 у Wayback Machine.] (1955)
- Вакуленко П. Мої австралійські сороки [Архівовано 1 жовтня 2019 у Wayback Machine.] (1956, 1970)
- Вакуленко П. Папуа Нова Ґвінея: подорож на Маклаєве узбережжя [Архівовано 2 квітня 2015 у Wayback Machine.] — Ukrainian Australiana Publishers, Magill, S.A, 1979 ISBN 0-908267-00-2
- Вакуленко П. Романтика і дикі квіти [Архівовано 1 жовтня 2019 у Wayback Machine.]. — Аделаїда: Австраліяна, 1987. — 48 с.
- Вакуленко П. У царстві коралів. [Архівовано 8 травня 2018 у Wayback Machine.] — Аделаїда; Мельбурн: Австраліяна, 1977. — 38 с. ISBN 0-908267-02-9
- Вакуленко П. Проект Снігови гори — Аделаїда, 2000 — 56 с.
- Вакуленко П. Ця дика Австралія — 47 с.
- Вакуленко П. З-під евкаліптів
- Вакуленко П. Мореплавці і відкривачі Terra Австраліс
- Ростек Л., Вакуленко П. Микола Миклуха-Маклай: 150 років з дня народження [Архівовано 2 квітня 2015 у Wayback Machine.] — Музей Українського Мистецтва в Австралії, 1996 46 с.

Автор численних публікацій у періодичних виданнях і статей:
- Вакуленко П. Оповідання і казки; вірші // Рідні голоси з далекого континенту: Твори сучасних українських письменників Австралії / Упоряд. та передм. А. Г. Михайленка. — К.: Веселка, 1993. — С. 46-56; 179—183.

Ілюстратор книжок:
- Сібо Б. Літаючі самоцвіти [Архівовано 30 жовтня 2016 у Wayback Machine.]. Мельбурн-Аделаїда, Ластівка, 1957.
- Чуб Д. На гадючому острові [Архівовано 30 жовтня 2016 у Wayback Machine.]. Мельбурн-Аделаїда, Ластівка, 1953
- Чуб Д. Вовченя [Архівовано 30 жовтня 2016 у Wayback Machine.]. Мельбурн-Аделаїда, Ластівка, 1954.